# Pic de Montferrat
Pic de Montferrat – szczyt w Pirenejach. Leży na granicy między Hiszpanią (prowincja Huesca, w regionie Aragonia) a Francją (departament Pireneje Wysokie). Należy do podgrupy Pireneje Środkowo-Zachodnie w Pirenejach Centralnych.
Pierwszego wejścia dokonał Louis-Philippe Reinhart Junker 1 sierpnia 1792 r.